# Андреа Ранокк'я
Андреа Ранокк'я (італ. Andrea Ranocchia, нар. 16 лютого 1988, Ассізі) — італійський футболіст, захисник клубу «Монца». Грав за національну збірну Італії.

## Клубна кар'єра
Андреа Ранокк'я почав кар'єру в молодіжному складі «Перуджі», звідки перейшов в «Ареццо». У сезоні 2006/07 він дебютував у складі «Ареццо», провівши в цілому 24 матчі і забивши 1 гол. Однак це не врятувало клуб від вильоту в Серію С1. Провівши ще один сезон в «Ареццо», Ранокк'я був куплений клубом «Дженоа», який викупив половину прав на футболіста і відразу ж віддав його в оренду в «Барі». У першому ж сезоні Ранокк'я провів за клуб 17 зустрічей і забив 1 гол, до кінця сезону маючи місце основного захисника команди і допоміг команді виграти Серію Б і вийти до Серії А. 

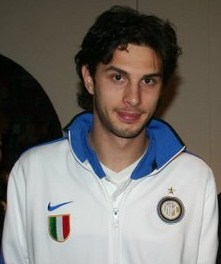
Андреа Ранокк'я у 2011 році.

Влітку 2009 року «Дженоа» повністю викупила контракт Ранокк'ї і продовжила орендну угоду гравця. 23 серпня 2009 року Ранокк'я дебютував у Серії А у матчі з «Інтернаціонале», який завершився внічию 1:1. 18 жовтня він забив свій перший гол у вищому італійському дивізіоні, вразивши ворота «К'єво», а його команда виграла 2:1. У сезоні 2009/10 Ранокк'я склав дует у центрі оборони «Барі» разом із Леонардо Бонуччі, діючи дуже ефективно: до середини першого кола клуб займав друге місце з найменшою кількістю пропущених м'ячів. Взимку Ранокк'єю стали цікавитися кілька клубів — російський «Рубін» і міланський «Інтер». 10 січня 2010 року, в матчі з «Фіорентиною», Ранокк'я отримав важку травму — розрив передньої хрестоподібної зв'язки правого коліна, через що пропустив залишок сезону. Незважаючи на травму, «Інтер» як і раніше хотів викупити трансфер футболіста, пропонуючи 15 млн євро. 
21 липня 2010 року «Інтернаціонале» викупило половину прав на Ранокк'ю за 6 млн євро, проте гравець розпочав новий сезон у «Дженоа». У грудні «нерадзуррі» знову спробували купити футболіста. 27 грудня 2010 року Андреа приєднався до «нерадзуррі», а в середу 29 грудня провів своє перше тренування у складі нової команди. 3 січня 2011 року Ранокк'я підписав контракт з «Інтером» строком до 30 червня 2015 року; сума трансферу склала 12 млн євро.
Тривалий час Ранокк'я був дублером і лише з сезону 2012/13 зміг стати основним захисником міланців. Єдиним трофеєм, виграним Андреа з «Інтером», став Кубок Італії 2010/11, в фіналі якого Ранокк'я відіграв усі 90 хвилин і допоміг команді здолати «Палермо» (3:1) і здобути трофей. 
У сезоні 2015/16 Ранокк'я втратив місце в стартовому складі «Інтера», провівши в Серії А всього лише 208 хвилин, через що 28 січня 2016 року його було віддано в оренду до кінця поточного сезону в «Сампдорію». Влітку 2016 року повернувся до «Інтера», проте знову не зміг пробитися до «основи» і, взявши участь у 9 іграх протягом півроку, на початку 2017 був знову відданий в оренду, цього разу до англійського «Галл Сіті». Влітку 2017 року повернувся до міланської команди.

## Виступи за збірні
Протягом 2007—2010 років залучався до складу молодіжної збірної Італії. У 2009 році Ранокк`я брав участь у молодіжному чемпіонаті Європи. Під час підготовки до турніру, 9 червня, Андреа забив свій перший м'яч за збірну у товариському матчі з проти однолітків з Данії. Всього на молодіжному рівні зіграв у 16 офіційних матчах, забив 2 голи.
Крім того, Ранокк'я був учасником олімпійської збірної Італії, яка виступала на передолімпійському турнірі в Пекіні, де 22 червня 2008 року зіграв 1 матч з Румунією, (1:1), проте у заявку на олімпіаду так і не потрапив.
17 листопада 2010 року дебютував в офіційних матчах у складі національної збірної Італії у товариській грі з Румунією (1:1). До 2016 року провів у формі головної команди країни 21 матч.
| Дата       | Місто      | Господарі         | Результат | Гості       | Турнір            | Голи | Примітки |
| ---------- | ---------- | ----------------- | --------- | ----------- | ----------------- | ---- | -------- |
| 17/11/2010 | Клагенфурт | Румунія           | 1 – 1     | Італія      | товариський матч  | -    |          |
| 09/02/2011 | Дортмунд   | Німеччина         | 1 – 1     | Італія      | товариський матч  | -    |          |
| 03/06/2011 | Модена     | Італія            | 3 – 0     | Естонія     | Відбір до ЧЄ 2012 | -    |          |
| 10/08/2011 | Барі       | Італія            | 2 – 1     | Іспанія     | товариський матч  | -    |          |
| 02/09/2011 | Торсгавн   | Фарерські острови | 0 – 1     | Італія      | Відбір до ЧЄ 2012 | -    |          |
| 06/09/2011 | Флоренція  | Італія            | 1 – 0     | Словенія    | Відбір до ЧЄ 2012 | -    |          |
| 11-11-2011 | Вроцлав    | Польща            | 0 – 2     | Італія      | товариський матч  | -    |          |
| 15-11-2011 | Рим        | Італія            | 0 – 1     | Уругвай     | товариський матч  | -    |          |
| 6-2-2013   | Амстердам  | Нідерланди        | 1 – 1     | Італія      | товариський матч  | -    | 74'      |
| 31-5-2013  | Болонья    | Італія            | 4 – 0     | Сан-Марино  | товариський матч  | -    |          |
| 11-10-2013 | Турин      | Італія            | 2 – 2     | Данія       | Відбір до ЧС 2014 | -    |          |
| 18-11-2013 | Лондон     | Італія            | 2 – 2     | Нігерія     | товариський матч  | -    |          |
| 4-6-2014   | Перуджа    | Італія            | 1 – 1     | Люксембург  | товариський матч  | -    | 79'      |
| 4-9-2014   | Барі       | Італія            | 2 – 0     | Нідерланди  | товариський матч  | -    |          |
| 9-9-2014   | Осло       | Норвегія          | 0 – 2     | Італія      | Відбір до ЧЄ 2016 | -    |          |
| 10-10-2014 | Палермо    | Італія            | 2 – 1     | Азербайджан | Відбір до ЧЄ 2016 | -    |          |
| 16-11-2014 | Мілан      | Італія            | 1 – 1     | Хорватія    | Відбір до ЧЄ 2016 | -    |          |
| 31-3-2015  | Турин      | Італія            | 1 – 1     | Англія      | товариський матч  | -    |          |
| 12-6-2015  | Спліт      | Хорватія          | 1 – 1     | Італія      | Відбір до ЧЄ 2016 | -    | 80'      |
| 16-6-2015  | Женева     | Італія            | 0 – 1     | Португалія  | товариський матч  | -    |          |
| 29-3-2016  | Мюнхен     | Німеччина         | 4 – 1     | Італія      | товариський матч  | -    | 64'      |
| Усього     |            | Матчів            | 21        |             | Голів             | 0    |          |

### Статистика клубних виступів

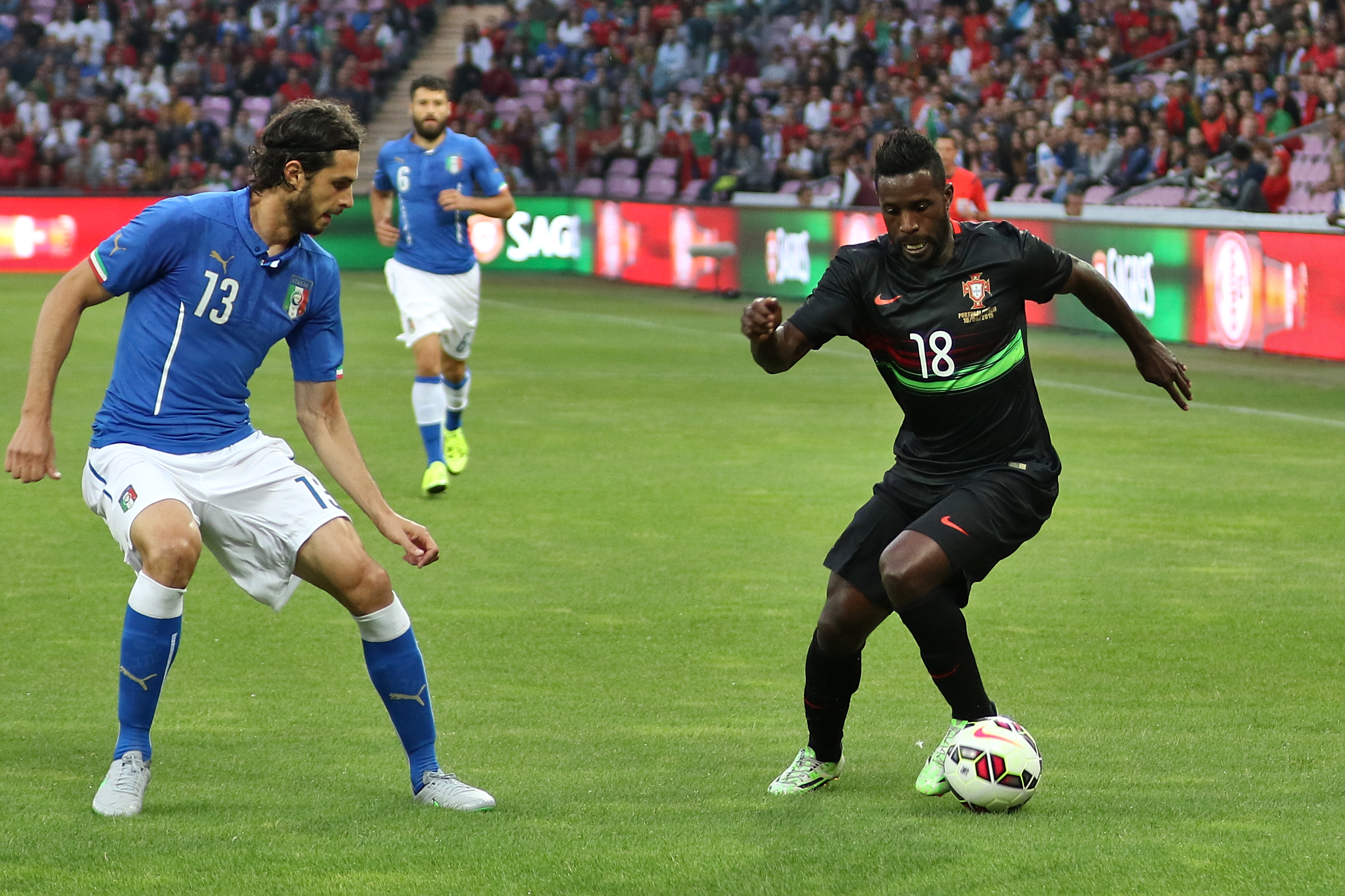
Ранокк'я (ліворуч) у боротьбі проти португальця Сілвестре Варели під час товариського матчу між збірними Італії та Португалії. 16 червня 2015 року.

## Титули і досягнення
- Володар Кубка Італії (2):

«Інтернаціонале»: 2010–11, 2021–22
- Чемпіон Італії (1):

«Інтернаціонале»: 2020–21
- Володар Суперкубка Італії (1):

«Інтернаціонале»: 2021